# Marijka Modewa
Marijka Modewa (bulgarisch Марийка Модева, englisch auch Mariyka Modeva geschrieben; * 4. April 1954) ist eine ehemalige bulgarische Ruderin, die zwei olympische Silbermedaillen gewann.

## Leben
Die früher 1,74 m große Marijka Modewa belegte bei den Europameisterschaften 1973 mit dem bulgarischen Achter den fünften Platz. Bei den Weltmeisterschaften 1975 gewann der Vierer mit Steuerfrau in der Besetzung Marijka Modewa, Reni Jordanowa, Liljana Wassewa, Ginka Gjurowa und Steuerfrau Kapka Georgiewa die Silbermedaille hinter dem Boot aus der DDR. Im Jahr darauf gewann der bulgarische Vierer in der gleichen Besetzung auch die Silbermedaille bei der Premiere des olympischen Frauenruderns 1976 in Montreal.
Bei den Weltmeisterschaften 1977 trat Modewa in zwei Bootsklassen an und belegte den fünften Platz sowohl im Zweier ohne Steuerfrau mit Dolores Nakowa als auch im Achter. Bei den Weltmeisterschaften 1978 und 1979 ruderte Modewa wieder im Vierer mit Steuerfrau und erreichte jeweils den vierten Platz. Bei der olympischen Regatta 1980 gewann der bulgarische Vierer mit Ginka Gjurowa, Marijka Modewa, Rita Todorowa, Iskra Welinowa und Steuerfrau Nadeschda Filipowa wie 1976 die Silbermedaille hinter dem DDR-Vierer.